# Championnats du monde juniors d'athlétisme 1990
Navigation
Édition précédente Édition suivante
Les 3es Championnats du monde juniors d'athlétisme ont eu lieu du 8 au 12 août 1990 à Plovdiv, en Bulgarie.

## Résultats

### Hommes
| Épreuves          | Or                                                                                | Argent                                                                                               | Bronze                                                                                   |
| 100 m             | Davidson Ezinwa (NGA) 10 s 17 CR                                                  | Jason Livingston (GBR) 10 s 25                                                                       | Rodney Bridges (USA) 10 s 37                                                             |
| 200 m             | Aleksandr Goremykin (URS) 20 s 47 CR                                              | Davidson Ezinwa (NGA) 20 s 75                                                                        | James Stallworth (USA) 20 s 81                                                           |
| 400 m             | Chris Nelloms (USA) 45 s 43 CR                                                    | Rico Lieder (GDR) 46 s 83                                                                            | Mark Richardson (GBR) 46 s 33                                                            |
| 800 m             | Desta Asgedom (ETH) 1 min 46 s 35 CR                                              | Jonah Birir (KEN) 1 min 46 s 61                                                                      | Norberto Téllez (CUB) 1 min 47 s 33                                                      |
| 1 500 m           | Moses Kiptanui (KEN) 3 min 38 s 32 CR                                             | Alemayehu Roba (ETH) 3 min 41 s 71                                                                   | Desta Asgedom (ETH) 3 min 43 s 38                                                        |
| 5 000 m           | Fita Bayissa (ETH) 13 min 42 s 59 CR                                              | Abreham Assefa (ETH) 13 min 44 s 63                                                                  | Francesco Bennici (ITA) 13 min 47 s 10                                                   |
| 10 000 m          | Richard Chelimo (KEN) 28 min 18 s 57 CR                                           | Ismael Kirui (KEN) 28 min 40 s 77                                                                    | Juma Ninga (TAN) 28 min 41 s 90                                                          |
| 110 m haies       | Antti Haapakoski (FIN) 13 s 74                                                    | Alexis Sánchez (CUB) 13 s 75                                                                         | Kyle Vander-Kuyp (AUS) 13 s 85                                                           |
| 400 m haies       | Rohan Robinson (AUS) 49 s 73                                                      | Yoshihiko Saitoy (JPN) 49 s 99                                                                       | Aleksandr Belikov (URS) 50 s 22                                                          |
| 3 000 m steeple   | Matthew Birir (KEN) 8 min 31 s 02 CR                                              | Francisco Munuera (ESP) 8 min 41 s 03                                                                | Simeon Rono (KEN) 8 min 42 s 05                                                          |
| 10 km marche      | Ilya Markov (URS) 39 min 55 s 52                                                  | Alberto Cruz (MEX) 39 min 56 s 49                                                                    | Jefferson Pérez (ECU) 40 min 08 s 23                                                     |
| 20 km route       | Cosmas Ndeti (KEN) 59 min 42                                                      | Juma Ninga (TAN) 1 h 00 min 30                                                                       | Dagane Dabela (ETH) 1 h 01 min 02                                                        |
| 4 × 100 m         | États-Unis Chris Nelloms Rodney Bridges Reggie Harris James Stallworth 39 s 13 CR | Union soviétique Sergejs Inšakovs Konstantin Gromadskiy Vitaliy Semyonov Aleksandr Goremykin 39 s 58 | Nigeria Innocent Asonze Davidson Ezinwa Nnamdi Anusim Osmond Ezinwa 39 s 68              |
| 4 × 400 m         | États-Unis Derek Mills Marvin Samuels Reggie Harris Chris Nelloms 3 min 2 s 26    | Royaume-Uni David Grindley Adrian Patrick Craig Winrow Mark Richardson 3 min 3 s 80                  | Australie Matthew Burmeister Rohan Robinson Simon Hollingsworth Paul Greene 3 min 5 s 51 |
| Saut en hauteur   | Dragutin Topić (YUG) 2,37 m CR                                                    | Tim Forsyth (AUS) 2,29 m                                                                             | Stevan Zorić (YUG) 2,26 m                                                                |
| Triple saut       | Sergey Bykov (URS) 16,98 m CR                                                     | Yoelbi Quesada (CUB) 16,62 m                                                                         | Nikolai Raev (BUL) 16,22 m                                                               |
| Saut en longueur  | James Stallworth (USA) 8,12 m                                                     | Dion Bentley (USA) 8,05 m                                                                            | Kareem Streete-Thompson (CAY) 7,94 m                                                     |
| Saut à la perche  | Jean Galfione (FRA) 5,45 m                                                        | Dmitriy Kurkulin (URS) 5,40 m                                                                        | Miroslav Dukov (BUL) 5,40 m                                                              |
| Lancer du poids   | Viktor Bulat (URS) 19,21 m CR                                                     | Xie Shengying (CHN) 18,57 m                                                                          | Yuriy Ivanov (URS) 18,13 m                                                               |
| Lancer du disque  | Ilian Iliev (BUL) 58,28 m                                                         | Frank Bicet (CUB) 57,10 m                                                                            | Jan Engelmann (GDR) 56,82 m                                                              |
| Lancer du marteau | Andrey Debeliy (URS) 70,60 m                                                      | Savvas Saritzoglou (GRE) 70,32 m                                                                     | Andrey Budykin (URS) 69,36 m                                                             |
| Lancer du javelot | Tommi Viskari (FIN) 73,88 m                                                       | Dariusz Trafas (POL) 72,76 m                                                                         | Jarkko Heimonen (FIN) 72,30 m                                                            |
| Décathlon         | Eric Kaiser (FRG) 7 762 points                                                    | Jarkko Finni (FIN) 7 698 points                                                                      | David Bigham (GBR) 7 488 points                                                          |

### Femmes
| Épreuves          | Or                                                                               | Argent                                                                            | Bronze                                                                        |
| 100 m             | Andrea Philipp (GDR) 11 s 36                                                     | Nikole Mitchell (JAM) 11 s 47                                                     | Lucrécia Jardim (POR) 11 s 52                                                 |
| 200 m             | Diane Smith (GBR) 23 s 10 CR                                                     | Zundra Feagin (USA) 23 s 13                                                       | Lucrécia Jardim (POR) 23 s 26                                                 |
| 400 m             | Fatima Yusuf (NGA) 50 s 62 CR                                                    | Charity Opara (NGA) 51 s 28                                                       | Manuela Derr (GDR) 51 s 95                                                    |
| 800 m             | Liu Liy (CHN) 2 min 03 s 65                                                      | Magdalena Nedelcu (ROU) 2 min 04 s 52                                             | Aurica Rautu (ROU) 2 min 04 s 78                                              |
| 1 500 m           | Qu Yunxia (CHN) 4 min 13 s 67                                                    | Claudia Mirela Bortoi (ROU) 4 min 14 s 19                                         | Malin Ewerlöf (SWE) 4 min 14 s 61                                             |
| 3 000 m           | Simona Staicu (ROU) 9 min 09 s 57                                                | Liu Shixiang (CHN) 9 min 10 s 54                                                  | Hatsumi Matsumoto (JPN) 9 min 11 s 92                                         |
| 10 000 m          | Derartu Tulu (ETH) 32 min 56 s 26                                                | Rika Ota (JPN) 33 min 06 s 85                                                     | Lydia Cheromei (KEN) 33 min 20 s 83                                           |
| 100 m haies       | Gillian Russell (JAM) 13 s 31                                                    | Keri Maddox (GBR) 13 s 38                                                         | Ilka Rönisch (GDR) 13 s 41                                                    |
| 400 m haies       | Nelli Voronkova (URS) 55 s 84                                                    | Marjana Lužar (YUG) 56 s 74                                                       | Omolade Akinremi (NGA) 56 s 97                                                |
| 4 × 100 m         | Jamaïque Gillian Russell Revolie Campbell Merlene Frazer Nikole Mitchell 43 s 82 | Royaume-Uni Annabel Soper Diane Smith Donna Fraser Katharine Merry 44 s 16        | États-Unis Monifa Taylor Tisha Prather Angela Burnham Zundra Feagin 44 s 50   |
| 4 × 400 m         | Australie Sophie Scamps Renée Poetschka Kylie Hanigan Sue Andrews 3 min 30 s 38  | Jamaïque Claudine Williams Winsome Cole Inez Turner Catherine Scott 3 min 31 s 09 | Cuba Yojani Casanova Julia Duporty Odalmis Limonta Nancy McLeón 3 min 31 s 81 |
| 5 km marche       | Susana Feitor (POR) 21 min 44 s 30 CR                                            | Tatyana Shchastnaya (URS) 22 min 28 s 74                                          | Simone Thust (GDR) 22 min 44 s 65                                             |
| Saut en longueur  | Iva Prandzheva (BUL) 6,53 m                                                      | Erica Johansson (SWE) 6,50 m                                                      | Sandrine Hennart (BEL) 6,49 m                                                 |
| Saut en hauteur   | Svetlana Lavrova (URS) 1,91 m                                                    | Katja Kilpi (FIN) 1,88 m                                                          | Lea Haggett (GBR) 1,88 m                                                      |
| Lancer du poids   | Qiu Qiaoping (CHN) 18,20 m                                                       | Li Xiaoyun (CHN) 17,74 m                                                          | Heike Hopfer (GDR) 17,27 m                                                    |
| Lancer du disque  | Natalya Kaptyukh (URS) 61,44 m                                                   | Lisa-Marie Vizaniari (AUS) 60,44 m                                                | Anja Gündler (GDR) 59,30 m                                                    |
| Lancer du javelot | Tanja Damaske (GDR) 61,06 m                                                      | Oksana Ovchinnikova (URS) 57,26 m                                                 | Mandy Liverton (GBR) 56,98 m                                                  |
| Heptathlon        | Beatrice Mau (GDR) 6 166 points                                                  | Rita Ináncsi (HUN) 5 940 points                                                   | Joanne Henry (NZL) 5 728 points                                               |

## Tableau des médailles
| Rang | Nation | Or | Argent | Bronze | Total |
| ---- | ------ | -- | ------ | ------ | ----- |
| 1    | URS    | 8  | 4      | 3      | 15    |
| 2    | USA    | 4  | 2      | 3      | 9     |
| 3    | KEN    | 4  | 2      | 2      | 8     |
| 4    | CHN    | 3  | 3      | 0      | 6     |
| 5    | ETH    | 3  | 2      | 2      | 7     |
| 6    | GDR    | 3  | 1      | 6      | 10    |
| 7    | AUS    | 2  | 2      | 2      | 6     |
| 7    | NGA    | 2  | 2      | 2      | 6     |
| 9    | FIN    | 2  | 2      | 1      | 5     |
| 10   | JAM    | 2  | 2      | 0      | 4     |
| 11   | BUL    | 2  | 0      | 2      | 4     |
| 12   | GBR    | 1  | 4      | 4      | 9     |
| 13   | ROM    | 1  | 2      | 1      | 4     |
| 14   | YUG    | 1  | 1      | 1      | 3     |
| 15   | POR    | 1  | 0      | 2      | 3     |
| 16   | FRA    | 1  | 0      | 0      | 1     |
| 16   | FRG    | 1  | 0      | 0      | 1     |
| 18   | CUB    | 0  | 3      | 2      | 5     |
| 19   | JPN    | 0  | 2      | 1      | 3     |
| 20   | SWE    | 0  | 1      | 1      | 2     |
| 20   | TAN    | 0  | 1      | 1      | 2     |
| 22   | GRE    | 0  | 1      | 0      | 1     |
| 22   | HUN    | 0  | 1      | 0      | 1     |
| 22   | MEX    | 0  | 1      | 0      | 1     |
| 22   | POL    | 0  | 1      | 0      | 1     |
| 22   | ESP    | 0  | 1      | 0      | 1     |
| 27   | BEL    | 0  | 0      | 1      | 1     |
| 27   | CAY    | 0  | 0      | 1      | 1     |
| 27   | ECU    | 0  | 0      | 1      | 1     |
| 27   | ITA    | 0  | 0      | 1      | 1     |
| 27   | NZL    | 0  | 0      | 1      | 1     |